# Meridià 62 a l'oest
El meridià 62 a l'oest de Greenwich és una línia de longitud que s'estén des del pol Nord travessant l'oceà Àrtic, Groenlàndia, Amèrica del Sud, l'oceà Atlàntic, l'oceà Antàrtic, i l'Antàrtida fins al pol Sud.
El meridià 62 a l'oest forma un cercle màxim amb el meridià 118 a l'est. Com tots els altres meridians, la seva longitud correspon a una semicircumferència terrestre, uns 20.003,932 km. Al nivell de l'Equador, és a una distància del meridià de Greenwich de 6.901 km.

## De Pol a Pol
Començant en el pol Nord i dirigint-se cap al pol Sud, aquest meridià travessa:
| Coordenades                             | País, territori o mar  | Notes |
| --------------------------------------- | ---------------------- | --- |
| 90° 0′ N, 62° 0′ O / 90.000°N,62.000°O  | Oceà Àrtic             | |
| 83° 24′ N, 62° 0′ O / 83.400°N,62.000°O | Mar de Lincoln         | |
| 82° 30′ N, 62° 0′ O / 82.500°N,62.000°O | Canadà                 | Nunavut — Ellesmere |
| 82° 5′ N, 62° 0′ O / 82.083°N,62.000°O  | Estret de Nares        | |
| 81° 8′ N, 62° 0′ O / 81.133°N,62.000°O  | Groenlàndia            | |
| 76° 4′ N, 62° 0′ O / 76.067°N,62.000°O  | Badia de Baffin        | |
| 70° 0′ N, 62° 0′ O / 70.000°N,62.000°O  | Estret de Davis        | |
| 67° 3′ N, 62° 0′ O / 67.050°N,62.000°O  | Canadà                 | Nunavut — Illa de Baffin |
| 66° 17′ N, 62° 0′ O / 66.283°N,62.000°O | Estret de Davis        | Exeter Sound |
| 66° 2′ N, 62° 0′ O / 66.033°N,62.000°O  | Canadà                 | Nunavut — Illa de Baffin |
| 66° 1′ N, 62° 0′ O / 66.017°N,62.000°O  | Estret de Davis        | Passa a l'est de l'illa Angijak, Nunavut, Canadà (a 65° 39′ N, 62° 7′ O / 65.650°N,62.117°O) |
| 60° 0′ N, 62° 0′ O / 60.000°N,62.000°O  | Oceà Atlàntic          | Mar de Labrador |
| 57° 55′ N, 62° 0′ O / 57.917°N,62.000°O | Canadà                 | Terranova i Labrador — Labrador Quebec — des de 52° 0′ N, 62° 0′ O / 52.000°N,62.000°O |
| 50° 12′ N, 62° 0′ O / 50.200°N,62.000°O | Golf de Sant Llorenç   | Estret de Jacques Cartier |
| 49° 22′ N, 62° 0′ O / 49.367°N,62.000°O | Canadà                 | Quebec — Anticosti |
| 49° 4′ N, 62° 0′ O / 49.067°N,62.000°O  | Golf de Sant Llorenç   | |
| 47° 17′ N, 62° 0′ O / 47.283°N,62.000°O | Canadà                 | Quebec — Illes de la Magdalena |
| 47° 13′ N, 62° 0′ O / 47.217°N,62.000°O | Golf de Sant Llorenç   | |
| 46° 28′ N, 62° 0′ O / 46.467°N,62.000°O | Canadà                 | Illa del Príncep Eduard — punta més oriental |
| 46° 27′ N, 62° 0′ O / 46.450°N,62.000°O | Golf de Sant Llorenç   | Estret de Northumberland |
| 45° 52′ N, 62° 0′ O / 45.867°N,62.000°O | Canadà                 | Nova Escòcia |
| 44° 59′ N, 62° 0′ O / 44.983°N,62.000°O | Oceà Atlàntic          | |
| 17° 45′ N, 62° 0′ O / 17.750°N,62.000°O | Mar Carib              | Passa a l'oest de l'illa de Barbuda, Antigua i Barbuda (a 17° 42′ N, 61° 53′ O / 17.700°N,61.883°O) · Passa a l'oest de l'illa d'Antigua, Antigua i Barbuda (a 17° 6′ N, 61° 54′ O / 17.100°N,61.900°O) · Passa a l'est de l'illa de Montserrat (a 16° 41′ N, 62° 9′ O / 16.683°N,62.150°O) · Passa a l'oest de l'illa de Basse-Terre, Guadeloupe, França (a 16° 16′ N, 61° 48′ O / 16.267°N,61.800°O) · Passa a l'oest de l'illa de Grenada (a 12° 0′ N, 61° 48′ O / 12.000°N,61.800°O) |
| 10° 43′ N, 62° 0′ O / 10.717°N,62.000°O | Veneçuela              | Península de Paria |
| 10° 39′ N, 62° 0′ O / 10.650°N,62.000°O | Golf de Paria          | Passa a l'oest de l'illa de Trinidad, Trinitat i Tobago (a 10° 3′ N, 61° 55′ O / 10.050°N,61.917°O) |
| 9° 56′ N, 62° 0′ O / 9.933°N,62.000°O   | Veneçuela              | |
| 4° 10′ N, 62° 0′ O / 4.167°N,62.000°O   | Brasil                 | Roraima Amazonas — des de 1° 11′ S, 62° 0′ O / 1.183°S,62.000°O Rondônia — des de 8° 48′ S, 62° 0′ O / 8.800°S,62.000°O |
| 13° 21′ S, 62° 0′ O / 13.350°S,62.000°O | Bolívia                | |
| 20° 12′ S, 62° 0′ O / 20.200°S,62.000°O | Paraguai               | |
| 23° 0′ S, 62° 0′ O / 23.000°S,62.000°O  | Argentina              | Continent, illes Bermejo i Trinidad |
| 39° 10′ S, 62° 0′ O / 39.167°S,62.000°O | Oceà Atlàntic          | |
| 60° 0′ S, 62° 0′ O / 60.000°S,62.000°O  | Oceà Antàrtic          | |
| 63° 15′ S, 62° 0′ O / 63.250°S,62.000°O | Illes Shetland del Sud | Illa Low — reclamat per Argentina, Xile i Regne Unit |
| 63° 19′ S, 62° 0′ O / 63.317°S,62.000°O | Oceà Antàrtic          | |
| 64° 0′ S, 62° 0′ O / 64.000°S,62.000°O  | Antàrtida              | Illa Liège — reclamat per Argentina, Xile i Regne Unit |
| 64° 4′ S, 62° 0′ O / 64.067°S,62.000°O  | Oceà Antàrtic          | |
| 64° 41′ S, 62° 0′ O / 64.683°S,62.000°O | Antàrtida              | Antàrtida Argentina, reclamat per Argentina · Territori Antàrtic Xilè, reclamat per Xile · Territori Antàrtic Britànic, reclamat per Regne Unit |